# Pseudonaja inframacula
Pseudonaja inframacula là một loài rắn trong họ Rắn hổ. Loài này được Waite mô tả khoa học đầu tiên năm 1925.